# 치빌스크

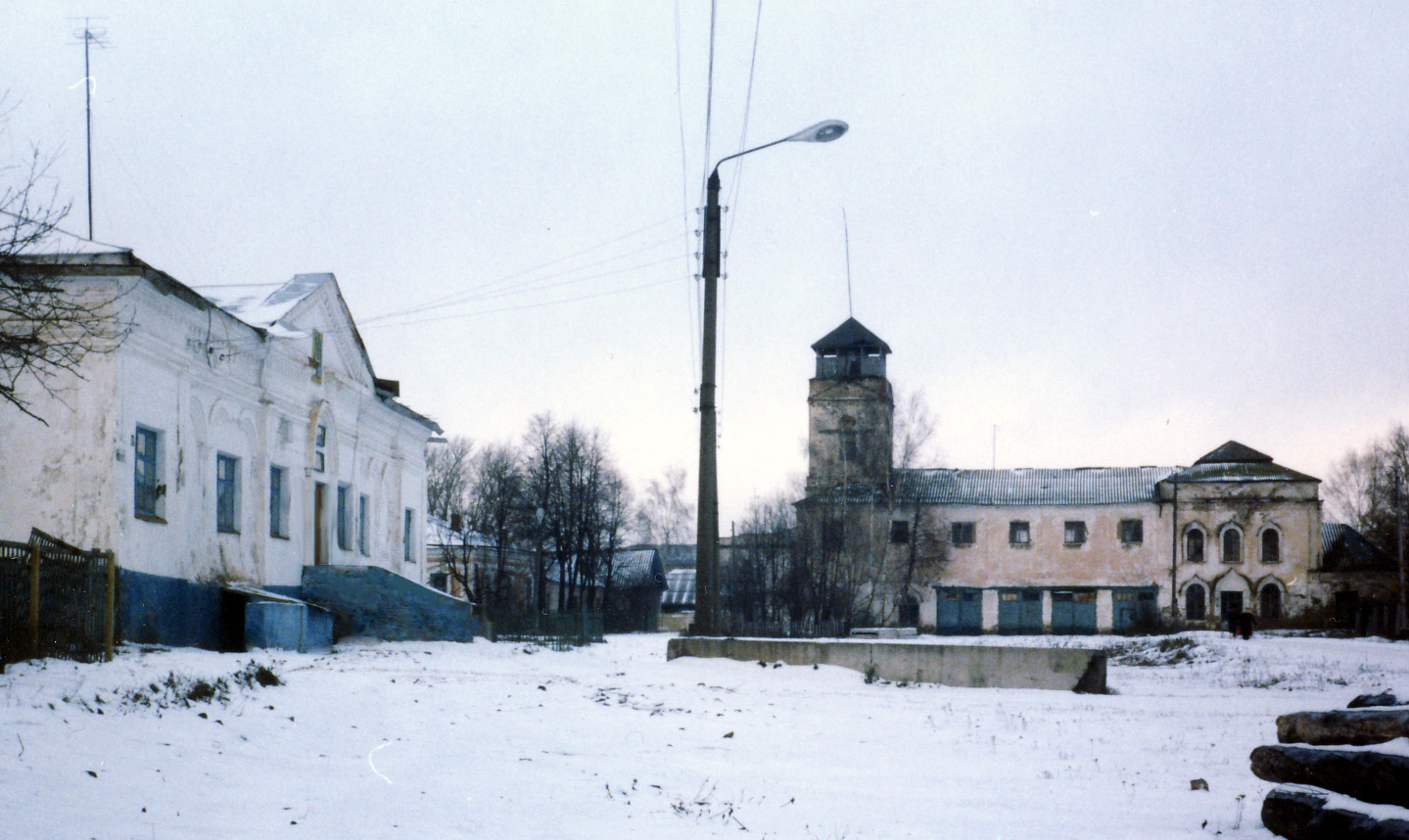

치빌스크(러시아어: Цивильск, 추바시어: Çӗрпӳ)는 러시아 추바시야 공화국의 도시이다. 치빌스키군의 행정 중심지이며, 추바시야의 수도 체복사리에서 37km 떨어져 있다. 인구는 2010년 조사 기준 13,479명.